# Polygamie au Tchad
 (mai 2022).
La polygamie est une pratique répandue au Tchad, puisqu'elle concerne 39% des femmes en union. Dès l'âge de 15-19 ans, près d'une femme en union sur cinq vit déjà en union polygamique (19%). En milieu rural la polygamie est plus intense qu'en milieu urbain (40% contre 50%).[réf. souhaitée]
Toutefois la pratique de la polygamie varie avec les caractéristiques sociodémographiques des femmes et des hommes.
Elle est considérée comme une richesse parce qu' elle permet d'avoir les mains-d’œuvre, c'est-à-dire des enfants pour les travaux. Dans chaque religion la polygamie est différente.
Au Tchad, le mariage demeure le cadre légal dans lequel ont lieu les premiers rapports sexuels et l'étude sur calendrier de la primo-nuptialité revêt donc une grande importance. Il faut cependant préciser que la date du premier mariage ne coïncide pas toujours avec la date de sa consommation. Dans le cas du mariage précoces, il peut s'écouler un certain temps entre la date de célébration des mariages et sa consommation. Généralement les femmes tchadiennes se marient très jeunes. En effet plus d'un tiers des femmes de 25-49 ans avaient déjà contracté leur première union avant d'atteindre 15 ans (35%). Les hommes entrent en première union à un âge beaucoup plus tardif que les femmes (âge médian de 23,1 ans contre 15,9 ans). De plus contrairement aux femmes, on constate entre les deux enquêtes[Lesquelles ?], un léger vieillissement de l'âge au premier mariage: de 22,6 ans EDS1997, cet âge est à 23,1 ans.

## Equilibre du foyer
Dans les foyer, il n'y a pas d'équilibre la plupart des hommes s'aligne directement derrière la nouvelle mariée.[pas clair]

## Droit de femmes au Tchad
Le Tchad a ratifié tous les instruments internationaux des droits de l’homme et l'égalité du genre.